# Cryptosepalum pellegrinianum
Cryptosepalum pellegrinianum är en ärtväxtart som först beskrevs av J.Leonard, och fick sitt nu gällande namn av J.Leonard. Cryptosepalum pellegrinianum ingår i släktet Cryptosepalum, och familjen ärtväxter. Inga underarter finns listade i Catalogue of Life.